# ویکتور ومبانیاما
ویکتور ومبانیاما (انگلیسی: Victor Wembanyama؛ زادهٔ ۴ ژانویهٔ ۲۰۰۴) بازیکن بسکتبال کنگویی‌تبار اهل فرانسه است.
از باشگاه‌هایی که در آن بازی کرده است می‌توان به سن آنتونیو اسپرز اشاره کرد.
وی در مسابقات کشوری و بین‌المللی در مجموع برندهٔ ۳ مدال نقره شده است.